# Wivina Demeester
Pour les articles homonymes, voir Demeester.
Wivina C.F. Demeester, née De Meyer le 13 décembre 1943 à Alost est une femme politique belge flamande, membre du CD&V.
Elle est ingénieur agronome.

## Carrière politique
- 1995-2004 : députée flamande
- 1992-1999 : ministre flamande des Finances, du Budget et de la Santé
- 1991-1992 : ministre belge du Budget et de la Politique scientifique
- 1985-1991 : secrétaire d'État belge aux Finances
- 1974-1995 : députée fédérale belge
- 1982-1992 et
- 2001-     : conseillère communale à Zoersel